# 横浜市立荏田南中学校
横浜市立荏田南中学校（よこはましりつ えだみなみちゅうがっこう）は神奈川県横浜市都筑区荏田南にある公立中学校。最寄り駅は都筑ふれあいの丘駅。1983年（昭和58年）に山内中学校から分離独立した。

## 概要
- 教育目標「学びあい　認めあい　高めあい」

## 行事
- 体育祭
- 昇龍祭

## 部活動

### 運動部
- 野球部
- サッカー部
- 陸上競技部
- ソフトテニス部
- バスケットボール部
- 女子バレーボール部
- バドミントン部
- 卓球部
- 剣道部

### 文化部
- 吹奏楽部
- 合唱部
- 演劇部
- 美術部
- パソコン部

## 著名な卒業生
- 牧野塁（元プロ野球選手）
- 高本彩（Dream）
- 中島麻美（Dream）
- 西田静香（Dream）
- 阿部絵里恵（Dream）
- 中嶋時男（俳優）
- 多村仁（ゴミ）